# Arcuator opacus
Arcuator opacus är en tvåvingeart som först beskrevs av Becker 1912.  Arcuator opacus ingår i släktet Arcuator och familjen fritflugor. Inga underarter finns listade i Catalogue of Life.